# Alenatea wangi
Alenatea wangi is een spinnensoort in de taxonomische indeling van de wielwebspinnen (Araneidae).
Het dier behoort tot het geslacht Alenatea. De wetenschappelijke naam van de soort werd voor het eerst geldig gepubliceerd in 1999 door Zhu & Da-xiang Song.